# 문제천
문제천(文済天, 1987년 4월 15일~)은 대한민국의 전직 축구 선수이다. 현역 시절 포지션은 수비수였다.